# 天汉 (西汉)
天汉（前100年—前97年）是汉武帝的第八个年号。汉朝使用天汉这个年号一共4年。
太初四年破大宛，汉武帝欲乘势征匈奴，改年号为“天汉”。

## 纪年
| 天汉 | 元年    | 二年   | 三年   | 四年   |
| ---- | ------- | ------ | ------ | ------ |
| 公元 | 前100年 | 前99年 | 前98年 | 前97年 |
| 干支 | 辛巳    | 壬午   | 癸未   | 甲申   |

## 大事记
- 天漢二年五月，貳師將軍李广利出征匈奴，九月李陵出居延，后李陵兵败被俘。[2]
- 天汉四年正月，李廣利六萬騎兵、七萬步兵出朔方，路博德一萬餘步兵出居延，追随会合李广利，公孫敖一萬騎兵、三萬步兵出鴈門，韓說三萬步兵出五原，北伐匈奴；李广利、公孙敖到达余吾水（鄂尔浑河或者支流土拉河），李广利对战且鞮侯十余日，公孙敖对战左賢王，无功引還。[3]

## 参看
- 中國年號索引
- 其他时期使用的天汉年号

| 前一年號： 太初 | 西漢年號 天漢 | 下一年號： 太始 |